# والتر فابر
والتر فابر (بالإنجليزية: Walter Vavasour Faber)‏ هو سياسي بريطاني (وحمل سابقاً جنسية المملكة المتحدة لبريطانيا العظمى وأيرلندا)، ولد في 11 فبراير 1857، وتوفي في 2 أبريل 1928. حزبياً، نشط في حزب المحافظين. في الانتخابات العامة في المملكة المتحدة 1906 ‏، انتخب عضو برلمان المملكة المتحدة الـ28 عن دائرة Andover (UK Parliament constituency) ‏ (12 يناير 1906 – 10 يناير 1910) وفي الانتخابات العمومية البريطانية في يناير 1910 ‏، انتخب عضو برلمان المملكة المتحدة الـ29 عن دائرة Andover (UK Parliament constituency) ‏ (15 يناير 1910 – 28 نوفمبر 1910) وفي الانتخابات العمومية البريطانية في ديسمبر 1910 ‏، انتخب عضو برلمان المملكة المتحدة الـ30 عن دائرة Andover (UK Parliament constituency) ‏ (3 ديسمبر 1910 – 25 نوفمبر 1918).